# Église Saint-Joseph de Belfort
L’église Saint-Joseph est un lieu de culte catholique construit à partir de 1894 située à Belfort en Franche-Comté.

## Histoire
À la suite d'un afflux de population d'origine alsacienne après 1870-1871, une seconde paroisse voit le jour à Belfort. Cette nouvelle paroisse dédiée à Saint-Joseph voit le culte être célébrée dans une chapelle provisoire. Cette chapelle a été érigée sous l'impulsion de l'abbé Louis Humbrecht, futur archevêque du diocèse de Besançon.
La construction de la nouvelle église débute en 1894. La construction est confiée à l'architecte municipal Pierre Cordier. Ce dernier est l'architecte de nombreux édifices religieux dans la trouée de Belfort dont l'église paroissiale de Vezelois. L'Église naturellement placée sous le patronage de Saint-Joseph est de style néo-gothique.
L'église est bénie le 22 décembre 1901 bien qu'elle ne soit entièrement achevée. L'église est dotée d'un clocher en 1925. 
En 1927 à la suite du décès de Joseph-Marie-Louis Humbrecht, son cœur est déposée dans l'église. Un buste le représentant est présent au sein de l'abside.

## Orgue
Le principal instrument liturgique du bâtiment a été construit en 1930 par les établissements Michel Merklin et Kuhn
L'orgue est entourée d'un buffet en chêne de style néogothique  sculpté par la maison Klem de Colmar. La console de l'instrument  est tournée vers le chœur et comporte 3 claviers de 56 notes et un pédalier de 30 notes.
À la suite de l'installation d'un orgue électronique en remplacement de l'instrument centenaire une polémique éclate. Une pétition est lancée par l'association «Les organisteries». Celle-ci récolte près de 3 500 signatures,,.

## Événements
L'église Saint-Joseph a été le lieu de célébrations marquantes pour l'église locale.
En octobre 2013, l'ordination de trois diacres pour le diocèse de Belfort-Montbeliard est célébrée dans l'édifice belfortain.
L'église Saint-Joseph de Belfort est choisie comme lieu de célébration pour la cérémonie d'ordination épiscopale du nouvel évêque du diocèse de Belfort-Montbéliard Dominique Blanchet en juillet 2015,.
De plus le bâtiment accueille régulièrement des concerts. Le vainqueur de l'émission The Voice; Lilian Renaud y a tenu un concert en 2019.

## Rattachement
L'église est rattachée à la paroisse Saint Jean-Baptiste. Le curé de ladite paroisse est l'abbé Alexandre Voisard,.
L'église paroissiale fait également partie du doyenné de Belfort au sein du diocèse de Belfort-Montbéliard.